# Mosuos
Mosuo (chinês: 摩梭, pinyin: Mósuō), conhecido por muitos como o "Reino de Mulheres",  é um grupo étnico que vive em Iunã e Sujuão, China, nas proximidade da fronteira com o Tibete. Sua população é da ordem de 50 mil pessoas que vivem nas proximidades do lago Lugu no Himalaia tibetano. 27° 42′ 35,3″ N, 100° 47′ 04,04″ L.
Estudiosos usam diversos termos e tradições e grafias para designar a cultura Mosuo. A maioria prefere "Mosuo", outros usam o termo  "Moso", enquanto uma minoria não usa um termo padronizado, mas se refere a eles como o povo Na. A despeito de serem culturalmente distintos dos naxis, o governo chinês os classifica como membros desta minoria. Os Naxis são por volta de 320 000 pessoas espalhadas por diversas províncias da China.
Os mosuos são conhecidos como  'Reino das Mulheres' porque os Na são um povo matrilinear em que a atividade heterossexual ocorre apenas por mútuo consentimento e, principalmente, com o costume da 'visita' noturna secreta; tanto os homens como as mulheres são livres para ter múltiplos parceiros e para iniciar ou interromper relações quando eles assim desejarem.

## Introdução
Os Mosuo são frequentemente referidos como a "última sociedade matrilinear da China". Os próprios Mosuo também podem frequentemente usar a descrição matriarcal, que eles acreditam aumentar o interesse em sua cultura e, assim, atrair turismo. No entanto, os termos matrilinear e matriarcal não refletem toda a complexidade de sua organização social. De fato, não é fácil categorizar a cultura Mosuo dentro das definições tradicionais ocidentais. Eles têm aspectos de uma cultura matriarcal: as mulheres frequentemente são chefes da casa, a herança se dá pela linha feminina, e as mulheres tomam decisões de negócios. No entanto, ao contrário de um matriarcado, o poder político tende a estar nas mãos dos homens. Por exemplo, um homem chamado Ge Ze A Che é o líder político da vila de Luoshui. No entanto, de acordo com um artigo da NPR, houve uma época em que os líderes políticos das aldeias Mosuo eram, na verdade, mulheres. A antropóloga Peggy Reeves Sanday argumentou que os Mosuo deveriam ser considerados uma matriarquia. Além disso, estudiosos argumentaram que, enquanto arranjos matrilineares são o padrão normativo, os arranjos domésticos ainda variam geograficamente e conforme as circunstâncias familiares.

## Estilo de Vida

### Vida Diária
A cultura Mosuo é principalmente agrária, com o trabalho baseado em tarefas agrícolas como criação de gado (Iaques, búfalos d'água, ovelhas, cabras, aves) e cultivo, incluindo grãos e batatas. As pessoas são amplamente autossuficientes na dieta, produzindo o suficiente para suas necessidades diárias. A carne é uma parte importante de sua dieta e, como não têm refrigeração, é preservada por salga ou defumação. Os Mosuo são conhecidos por seu porco preservado, que pode ser armazenado por 10 anos ou mais. Eles produzem uma bebida alcoólica local feita de grãos, chamada sulima, semelhante a um vinho forte, esta é consumida regularmente e geralmente oferecida a convidados, em cerimônias e festivais.
As economias locais tendem a ser baseadas em trocas. No entanto, o aumento da interação com o mundo exterior tem levado ao maior uso de um sistema de comércio baseado em dinheiro. Os rendimentos médios são baixos (US$ 150-200 por ano), o que causa restrições financeiras quando dinheiro é necessário para atividades como educação ou viagens. A eletricidade foi introduzida na maioria das comunidades Mosuo, mas algumas aldeias ainda carecem de energia elétrica.
As casas Mosuo consistem em quatro estruturas retangulares dispostas em um quadrado, ao redor de um pátio central. O primeiro andar abriga o gado, incluindo búfalos d'água, cavalos, gansos e aves. As áreas principais de cozinha, refeições e visitas também estão no primeiro andar. O segundo andar é comumente usado para armazenamento e quartos.

### Papel das mulheres
Assim que uma menina Mosuo atinge uma certa idade, ela aprende as tarefas que realizará pelo resto de sua vida. As mulheres Mosuo fazem todo o trabalho doméstico, incluindo limpeza, cuidado com o fogo, cozinha, coleta de lenha, alimentação do gado, fiação e tecelagem. No passado, devido ao isolamento, as mulheres Mosuo produziam todos os seus bens domésticos. Hoje, devido ao aumento do comércio com vilarejos e cidades vizinhas, é mais fácil obter produtos. No entanto, algumas mulheres Mosuo, especialmente as de gerações mais velhas, sabem usar teares para produzir produtos têxteis. 

### Papel dos homens

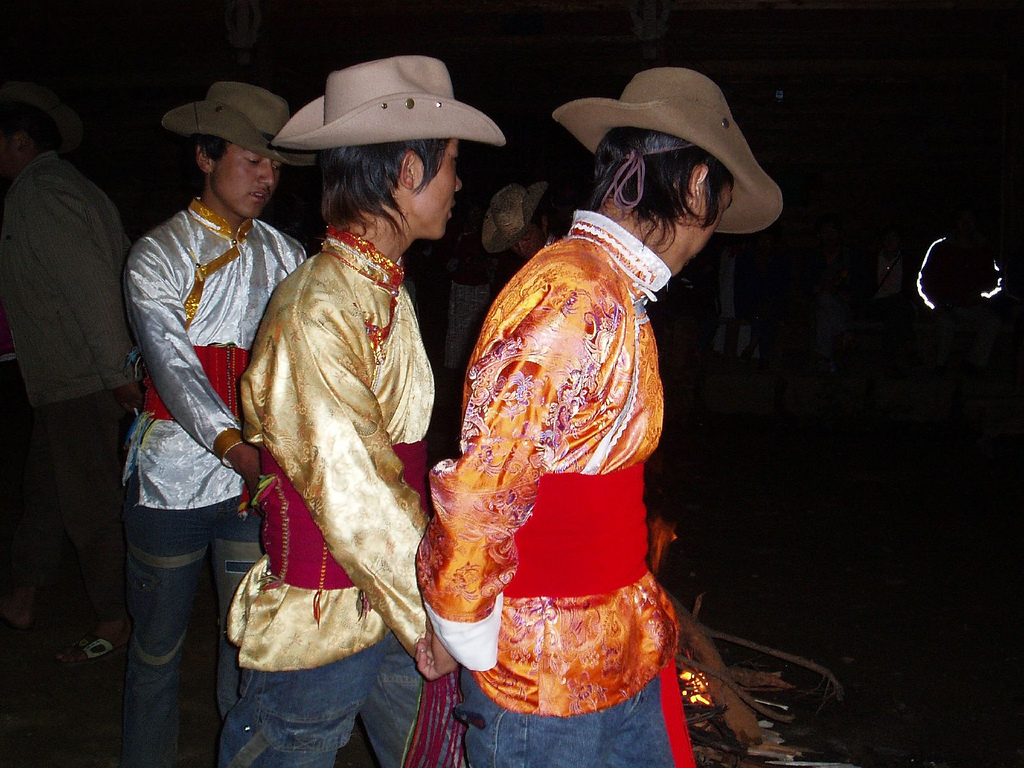
Homens Mosuo

Os homens Mosuo ajudam a criar os filhos de suas irmãs e primas, constroem casas e são responsáveis pelo gado e pela pesca, o que aprendem com seus tios e membros masculinos mais velhos da família assim que têm idade suficiente. Alguns autores enganosos afirmam que os homens não têm responsabilidade na sociedade Mosuo — que não têm empregos, descansam o dia todo e conservam sua energia para as visitas noturnas. Os homens lidam com o abate de gado, do qual as mulheres nunca participam. Porcos abatidos, em particular, são mantidos inteiros e armazenados em um local seco e arejado, o que os mantém comestíveis por até dez anos.[carece de fontes?] Isso é especialmente útil quando os invernos rigorosos tornam os alimentos escassos.

## Matrilinearidade
Salvo mulheres e os homens que estão desaparecidos na sociedade Mosuo, eles geralmente descobrem quem é seu pai por meio de conversas casuais com dicas de familiares e vizinhos. Quando um bebê completa um ano de idade, a mãe e a irmã do pai visitam, trazendo presentes. Nos principais festivais, as crianças visitam a casa do pai. Os pais não são responsáveis por disciplinar nem por sustentar seus filhos. Em vez disso, espera-se que eles disciplinem e sustentem os filhos de suas irmãs e sejam próximos aos filhos biológicos de seus sobrinhos. Portanto, os Mosuo "conhecem o pai, mas não são próximos do pai". 

### Matriarcado
A matriarca (Ah mi, ou mulher mais velha, em chinês) é a chefe da casa. A Ah mi tem poder absoluto; ela decide o destino de todos que vivem sob seu teto. Em casamentos ambulantes, as mulheres Mosuo são responsáveis por grande parte do trabalho feito em casa e pelas decisões financeiras. A matriarca também gerencia o dinheiro e os trabalhos de cada membro da família. Quando a Ah mi deseja passar suas responsabilidades para a próxima geração, ela entrega à sua sucessora feminina as chaves do armazenamento doméstico, significando a transferência dos direitos de propriedade e responsabilidade. 

### História
Um fato histórico importante muitas vezes ignorado nos estudos sobre os Mosuo é que sua organização social foi tradicionalmente feudal, com uma pequena nobreza controlando uma população maior de camponeses. A nobreza Mosuo praticava uma "linha de descendência paralela" que incentivava a coabitação, geralmente dentro da nobreza, na qual o pai passava seu status social para seus filhos, enquanto as mulheres passavam seu status para suas filhas. Assim, se uma mulher comum Mosuo se casasse com um servo, sua filha seria outra plebeia, enquanto seu filho teria o status de servo. Chuan-Kang Shih argumentou que a matrilinearidade e o "casamento ambulante" (tisese) são uma instituição primária de família, sexo e reprodução, e o casamento é secundário. Como Shih argumenta, o casamento, diferente do tisese, foi introduzido na sociedade Mosuo através do contato com outros grupos étnicos durante o processo de construção do império nas dinastias Yuan e Qing.

### Adoção
Se não houver descendentes de um sexo, é comum que uma criança de outra família se junte a um lar adotivo. Essa criança pode vir de uma família grande, ou de uma família pequena demais para continuar. Crianças criadas nesse contexto estão genealogicamente ligadas às suas novas famílias. Elas são tratadas como membros iguais da família; em alguns casos, mulheres adotadas tornam-se as matriarcas de suas famílias adotivas.

### "Casamentos ambulantes"
Um dos aspectos mais conhecidos da cultura Mosuo é a prática do "casamento ambulante" (走婚 zǒu hūn em chinês), embora essa prática ainda seja pouco compreendida. São essencialmente encontros noturnos e furtivos entre casais que vão desde encontros únicos a parcerias vitalícias, que podem, ou não, resultar em filhos.  Casamentos ambulantes são a forma mais proeminente de casamento na cultura Mosuo; no entanto, não é incomum que mulheres na cultura Mosuo se casem fora de sua cultura, participando, assim, de casamentos diferentes dos casamentos ambulantes. Em um casamento ambulante, ambos os parceiros vivem sob o teto de suas respectivas famílias extensas durante o dia; no entanto, à noite, é comum que o homem visite e fique na casa da mulher (se tiver permissão) até o amanhecer. Portanto, eles tecnicamente não vivem na mesma casa, mas são livres para visitar quando recebem permissão. Os filhos de pais em um casamento ambulante não são criados pelo pai. Os irmãos da mãe (tios maternos) no casamento assumem as responsabilidades do pai, já que o pai geralmente não está presente durante o dia. Devido à separação do pai e da mãe, é crucial que o(s) tio(s) desempenhem um papel importante no desenvolvimento da criança. Shih (2010) oferece a explicação antropológica mais sofisticada das práticas de união sexual dos Mosuo. "Todos os relacionamentos sexuais em andamento na cultura Mosuo são chamados de 'casamentos ambulantes'. Esses vínculos são 'baseados em afeição mútua'. "Quando uma mulher ou um homem Mosuo expressa interesse em um potencial parceiro, é a mulher quem pode dar permissão ao homem para visitá-la. Essas visitas geralmente são mantidas em segredo, com o homem visitando a casa da mulher após escurecer, passando a noite e retornando à sua própria casa pela manhã." Após o nascimento da criança, o homem não tem obrigação moral, cultural ou legal de cuidar da criança. No entanto, a criança será criada com cuidados e atenção adequados. O apoio esmagador da família extensa da mulher permite que tanto o homem quanto a mulher se envolvam em relações sexuais com quem desejarem.

### Prática geral
"Os Mosuo têm grandes famílias extensas, e várias gerações (bisavós, avós, pais, filhos, netos, tias, tios, sobrinhas, sobrinhos, etc.) vivem juntos na mesma casa. Todos vivem em alojamentos comunitários, e não há quartos ou áreas de estar privadas, exceto para mulheres entre certas idades (veja a seção sobre "maioridade", abaixo) que podem ter seus próprios quartos privados." "Embora um par possa ser de longo prazo, o homem nunca vive com a família da mulher, ou vice-versa. Homens e mulheres Mosuo continuam a viver com e serem responsáveis por suas respectivas famílias. O casal não compartilha propriedade. O pai geralmente tem pouca responsabilidade por seus filhos." No entanto, isso não significa que os homens podem se livrar das responsabilidades e passar todas as noites participando de travessuras. Após o trabalho, eles são obrigados a voltar para casa e ajudar a criar seus sobrinhos e sobrinhas. As crianças dependem do esforço coletivo da família extensa, em vez do pai biológico. "Um pai pode indicar interesse na criação de seus filhos trazendo presentes para a família da mãe. Isso lhe dá status dentro da família da mãe, embora não o torne realmente parte da família."

### Sociedade matrilinear
Ao contrário de outras culturas, as mulheres na sociedade Mosuo dominam o lar e a família. Elas são responsáveis pelos trabalhos domésticos, pelas tarefas agrícolas e pelo cuidado das crianças. Em um casamento ambulante, a linha ancestral mais importante é a da família da esposa e os filhos do casal residem e pertencem ao lar da família da esposa. Considerando que as mulheres são responsáveis pela maioria dos trabalhos domésticos, elas têm um papel maior no casamento ambulante e são vistas com mais respeito e importância nesta sociedade. Os maridos em casamentos ambulantes têm um papel muito menos envolvido do que as esposas. Os maridos nessas relações são geralmente os responsáveis por todas as decisões religiosas e políticas para a família. Em relação às responsabilidades familiares, o pai ou marido na família não tem quase tantas responsabilidades quanto a esposa. Na verdade, os parentes masculinos do lado materno da família, como tios e primos, são geralmente a "figura paterna" para os filhos do marido. Os irmãos da mãe ocupam um papel central na casa. Seus papéis incluem disciplinar as crianças, cuidar delas e apoiá-las financeiramente. Como o marido e a esposa vivem com suas famílias imediatas separadas, eles ajudam a cuidar dos filhos e dos problemas de suas famílias. Mesmo que os pais estejam envolvidos na vida dos filhos dos irmãos, eles não estão necessariamente envolvidos na vida dos filhos biológicos. Em casamentos ambulantes, a participação de um pai na vida de seu filho biológico é opcional. Se um pai decide se envolver na criação de seu próprio filho biológico, ele pode trazer presentes e ajudar com o trabalho na casa da mulher. Esse relacionamento pode ocorrer independentemente de o homem e a mulher ainda estarem no casamento ambulante, e dá ao homem um tipo de "status oficial" entre a família sem estar totalmente envolvido.

### Vantagens do casamento ambulante
Além de a criança receber cuidados e atenção excepcionais da família extensa, há mais vantagens discretas em participar de um casamento ambulante. Por exemplo: o divórcio nunca é um problema porque o homem e a mulher não estão legalmente ligados um ao outro, compartilhando, assim, muito poucas das mesmas responsabilidades. Também nunca há disputas sobre quem possui a custódia da criança, uma vez que a criança pertence à família extensa da mãe e recebe o sobrenome da mãe. No caso da morte de um dos pais, a criança ainda recebe uma grande quantidade de cuidado e afeto da família extensa.

### Mitos e controvérsias
Existem mitos comuns acerca da sociedade mossuo:

#### Mulheres Mosuo têm muitos parceiros
"Embora seja possível para uma mulher Mosuo mudar de parceiro sempre que quiser, poucas mulheres Mosuo têm mais de um parceiro ao mesmo tempo. Antropólogos chamam esse sistema de monogamia serial. A maioria dos Mosuo forma relacionamentos de longo prazo e não muda de parceiro frequentemente. Alguns desses casais podem até durar uma vida inteira." Mas, na visão de outros antropólogos, isso é uma mudança mais recente, "diante das campanhas políticas e da integração cultural com os hans", e "gerações anteriores frequentemente mantinham múltiplos parceiros mesmo após o nascimento de um filho. Alguns Na mais velhos relatam ter tido 30, 40, até 50 parceiros ao longo de suas vidas" e, apesar dessas mudanças, "noções de exclusividade não são arraigadas, e a língua Na não tem uma palavra para 'ciúmes'."

#### Os pais das crianças geralmente não são conhecidos
A grande maioria das mulheres conhece os pais de seus filhos; na verdade, é motivo de constrangimento se uma mãe não puder identificar o pai de uma criança. Mas, "ao contrário de muitas culturas que castigam mães e filhos sem paternidade clara, as crianças Na não sofrem tal censura". O pai de uma criança nascida de um casamento ambulante não verá seu filho durante o dia, mas sim à noite. O pai não desempenha um papel tão grande no desenvolvimento da criança. "No nascimento de uma criança, o pai, sua mãe e irmãs vêm celebrar e trazem presentes. No Ano Novo Chinês, uma criança visita o pai para prestar respeito a ele e à sua família. Um pai também participa da cerimônia de maioridade. Embora ele não tenha um papel cotidiano, o pai é, no entanto, um parceiro importante."

## Costumes

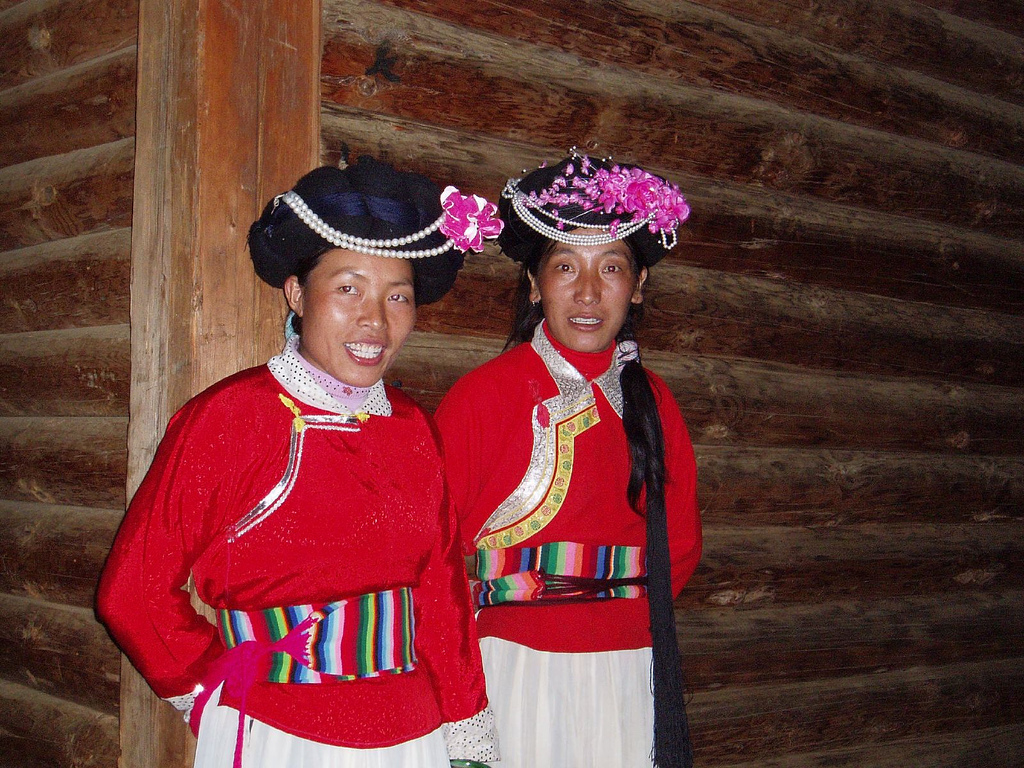
Mulheres Mosuo

### Maioridade
A cerimônia de maioridade, que ocorre aos treze anos, é um dos eventos mais importantes na vida de uma criança Mosuo. Antes dessa cerimônia, todas as crianças Mosuo se vestem da mesma forma e são restritas de certos aspectos da vida Mosuo, particularmente aqueles que envolvem ritos religiosos. Além disso, uma criança que morre antes dessa cerimônia não recebe o funeral tradicional. Uma vez que atingem a maioridade, as meninas recebem suas saias e os meninos recebem suas calças (por isso, é chamada de "cerimônia da saia" para as meninas e "cerimônia da calça" para os meninos).
Depois de atingirem a maioridade, as mulheres Mosuo podem ter seu próprio quarto privado, chamado de "quarto de florescimento"; e, uma vez passada a puberdade, podem começar a convidar parceiros para "casamentos ambulantes".

### Lareira
Esta é o centro da casa. Combina a adoração da natureza, dos ancestrais e dos espíritos. Atrás da lareira há uma laje de pedra (chamada guo zhuang em chinês) e um altar ancestral onde os membros da família Mosuo deixam uma oferenda de comida. Eles fazem isso antes de cada refeição, mesmo ao tomar chá.

### Funeral
A morte é domínio dos homens, que fazem todos os preparativos para o funeral. É a única vez que os homens preparam comida para a família e convidados. Geralmente, cada família na vila enviará pelo menos um homem para ajudar nos preparativos. Dabas e Lamas são convidados para recitar orações pelo falecido. Os Mosuo acreditam que, se um espírito não tiver a assistência de um Daba, ele se perderá. Sem Lamas, um espírito não será capaz de alcançar a reencarnação. Os caixões são pequenos e quadrados, com o corpo do falecido colocado na posição fetal para que possa renascer na próxima vida. Durante a cremação, um cavalo decorado é conduzido ao redor do fogo, o que os Mosuo acreditam que ajudará a levar o espírito do falecido embora. Depois, amigos e familiares se reúnem para prestar suas últimas homenagens e desejar ao falecido uma jornada tranquila para a terra ancestral.

### Cães
Enquanto algumas culturas asiáticas praticam o costume de comer cães, isso é estritamente proibido entre os Mosuo. Na cultura Mosuo, um mito descreve que há muito tempo os cães tinham uma vida útil de 60 anos, enquanto os humanos tinham uma vida útil de treze anos. Os humanos sentiram que sua vida útil era muito curta, então trocaram com os cães em troca de prestar homenagem a eles. Portanto, os cães são membros valorizados da família. Eles nunca são mortos e, certamente, nunca são comidos. Durante os ritos de iniciação na vida adulta, os adolescentes Mosuo rezam diante dos cães da família.

## Religião
A religião é uma parte importante da vida dos Mosuo. É composta por duas crenças coexistentes: sua própria fé sincrética chamada Daba e a influência do Budismo Tibetano.

### Daba
Daba tem sido parte da cultura Mosuo por milhares de anos, transmitida através das gerações pela tradição oral. Funciona como um repositório de grande parte da cultura e história Mosuo. Baseia-se em princípios animistas e envolve a adoração dos ancestrais e de uma deusa mãe: "Os Mosuo são únicos entre seus vizinhos por terem uma deusa mãe guardiã em vez de um deus guerreiro patrono".
As principais tarefas do sacerdote (ou xamã), também chamado de daba, são realizar exorcismos e auxiliar espíritos falecidos. Os sacerdotes bebem álcool até entrarem em transe e poderem conversar com esses espíritos. Todos os sacerdotes Daba são homens e vivem na casa de sua mãe com seus irmãos e irmãs. Quando não estão desempenhando suas funções religiosas, eles se dedicam a tarefas cotidianas, como pescar e pastorear.
No dia a dia, Daba desempenha um papel muito menor na vida dos Mosuo. O daba é chamado principalmente para realizar cerimônias tradicionais em eventos importantes, como o nome de uma criança, a cerimônia de maioridade de uma criança, um funeral ou eventos especiais, como o Festival da Primavera. O daba também é chamado para realizar ritos específicos se alguém estiver doente.
Uma crise cultural está emergindo. Devido às políticas governamentais chinesas anteriores, que tornavam ilegal ser um sacerdote Daba (essa política já cessou), há muito poucos dabas restantes, a maioria dos quais são homens idosos. Isso leva alguns Mosuo a temer que a história e o patrimônio dos Mosuo possam se perder quando a geração atual de Dabas se for.

### Budismo
O budismo começou a desempenhar um papel maior na cultura deles nos últimos anos. Hoje, o budismo de estilo tibetano é a religião predominante, mas foi um tanto adaptado à sociedade Mosuo. Como a população budista do Tibete, tanto budistas leigos quanto monásticos entre os Mosuo comem carne. Os lamas Mosuo oferecem orações de agradecimento e orações pelos mortos, oferecem educação religiosa e secular básica para crianças pequenas e aconselham adultos. Em famílias com mais de um filho homem, um geralmente será enviado para ser monge.
Os Mosuo até têm seu próprio "Buda vivo", um homem que se diz ser a reencarnação de um dos grandes líderes espirituais tibetanos. Ele geralmente vive em Lijiang, mas retorna ao principal templo tibetano em Yongning para feriados espirituais importantes. Muitas famílias Mosuo enviam pelo menos um homem para ser treinado como monge e, nos últimos anos, o número de tais monges aumentou significativamente.
Na maioria das casas Mosuo, uma estátua de alguma divindade budista pode ser encontrada acima do fogo de cozinha; a família geralmente coloca uma pequena porção do que está cozinhando no fogo, como uma oferenda à sua divindade. Feriados e festivais budistas tibetanos são celebrados por toda a comunidade Mosuo.

## Economia

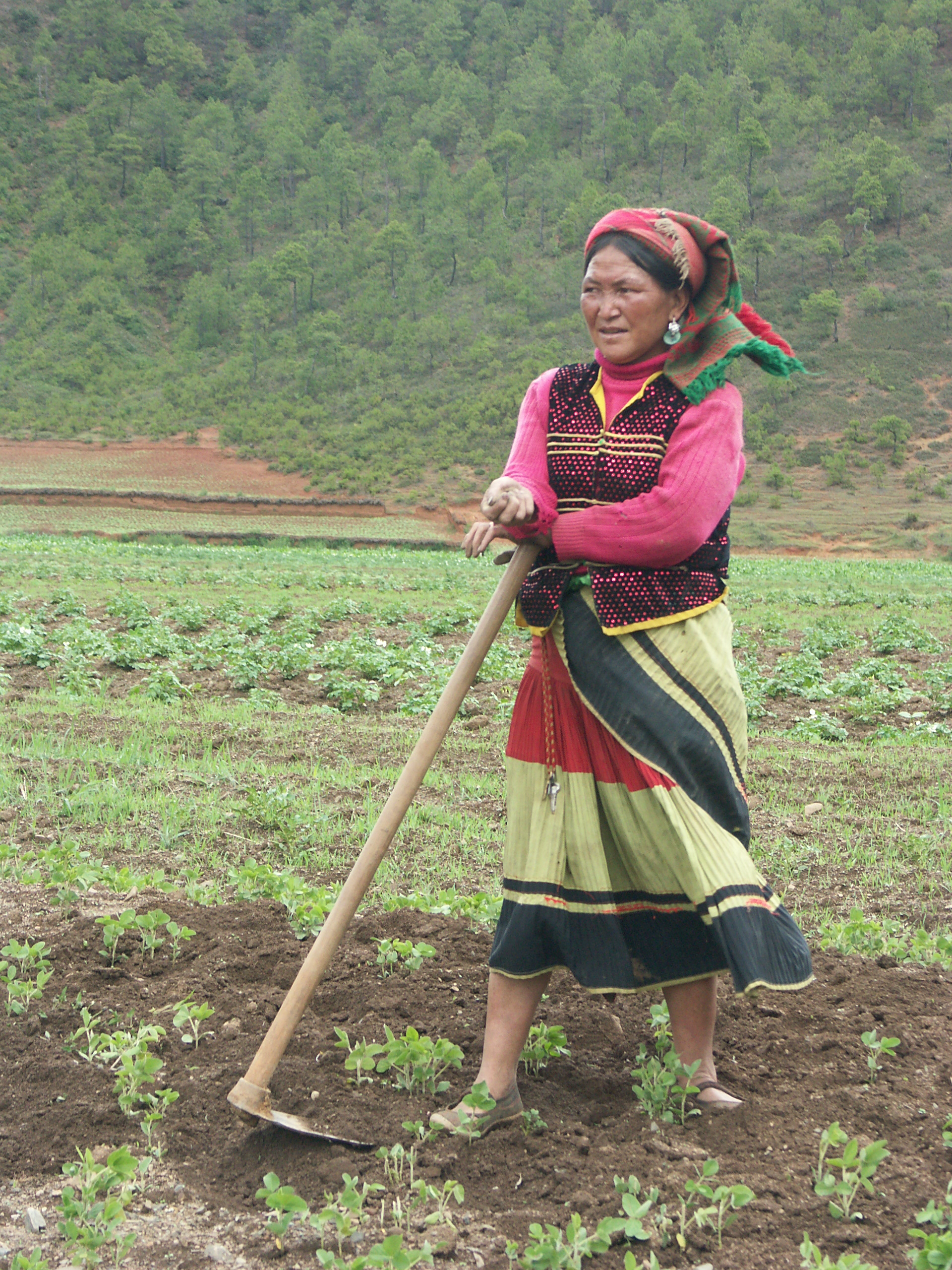
Mulher Yí perto do Lago Lugu

Os Mosuo são principalmente agricultores. A subsistência é baseada principalmente na agricultura. Os agricultores trabalham "sete horas por dia e sete meses por ano". No passado, eles cultivavam exclusivamente aveia, trigo sarraceno e linho. Isso mudou sob a influência Han no final do século XIX. Desde então, esses agricultores também cultivam, entre outras coisas, milho, girassóis, soja, batatas e outros vegetais, como abóboras e feijões. As batatas eram seu principal alimento por um tempo até meados do século XX, quando começaram a cultivar arroz, que hoje compõe mais da metade da produção anual. Nos últimos anos, a subsistência para alguns Mosuo mudou drasticamente da agricultura devido a uma próspera indústria turística.
Os Mosuo também mantêm uma variedade de gado. Desde o início do século XX, eles criam búfalos, vacas, cavalos e cabras que se originaram de regiões Han e tibetanas. No entanto, seu gado preferido é o porco. A carne de porco desempenha vários papéis importantes na sociedade Mosuo. É servida aos convidados, é a oferta obrigatória nos funerais e usada como pagamento ou reembolso. Hua (2001) insiste que é "uma espécie de moeda e... um símbolo de riqueza".
Uma vez por ano, regiões de homens Mosuo se reúnem para uma feira de gado. Eles viajam por quilômetros de ônibus, cavalos ou a pé para participar. Aqui, os homens vendem e trocam gado para suplementar a renda familiar.
Os Mosuo pescam no Lago Lugu e também montam armadilhas terrestres para peixes; no entanto, eles não usam barcos a motor e pegar peixes em águas abertas usando seus equipamentos rudimentares não é fácil.

## Língua
Os Mosuo falam o Na, uma língua naish próxima do naxi, da família das línguas sino-tibetanas. Embora não haja dúvida de que a língua dos Mosuo e a dos Naxi sejam intimamente relacionadas, alguns falantes Mosuo ressentem o uso do nome da língua Naxi, que é comumente usado para se referir ao falado na cidade de Lijiang e aldeias circundantes. Um nome mais adequado é Na, utilizado em várias publicações linguísticas. O nome "Narua" é utilizado no inventário de línguas do Summer Institute of Linguistics, Ethnologue. Narua Uma coleção de gravações de áudio está disponível online, e um glossário trilíngue também foi publicado online. Descrições detalhadas da língua em formato de livro estão disponíveis, assim como vários artigos de pesquisa.
O Na de Yongning, falado no município de Yongning, Lijiang, Yunnan, China, foi documentado por Jacques e Michaud (2011).

## Escrita

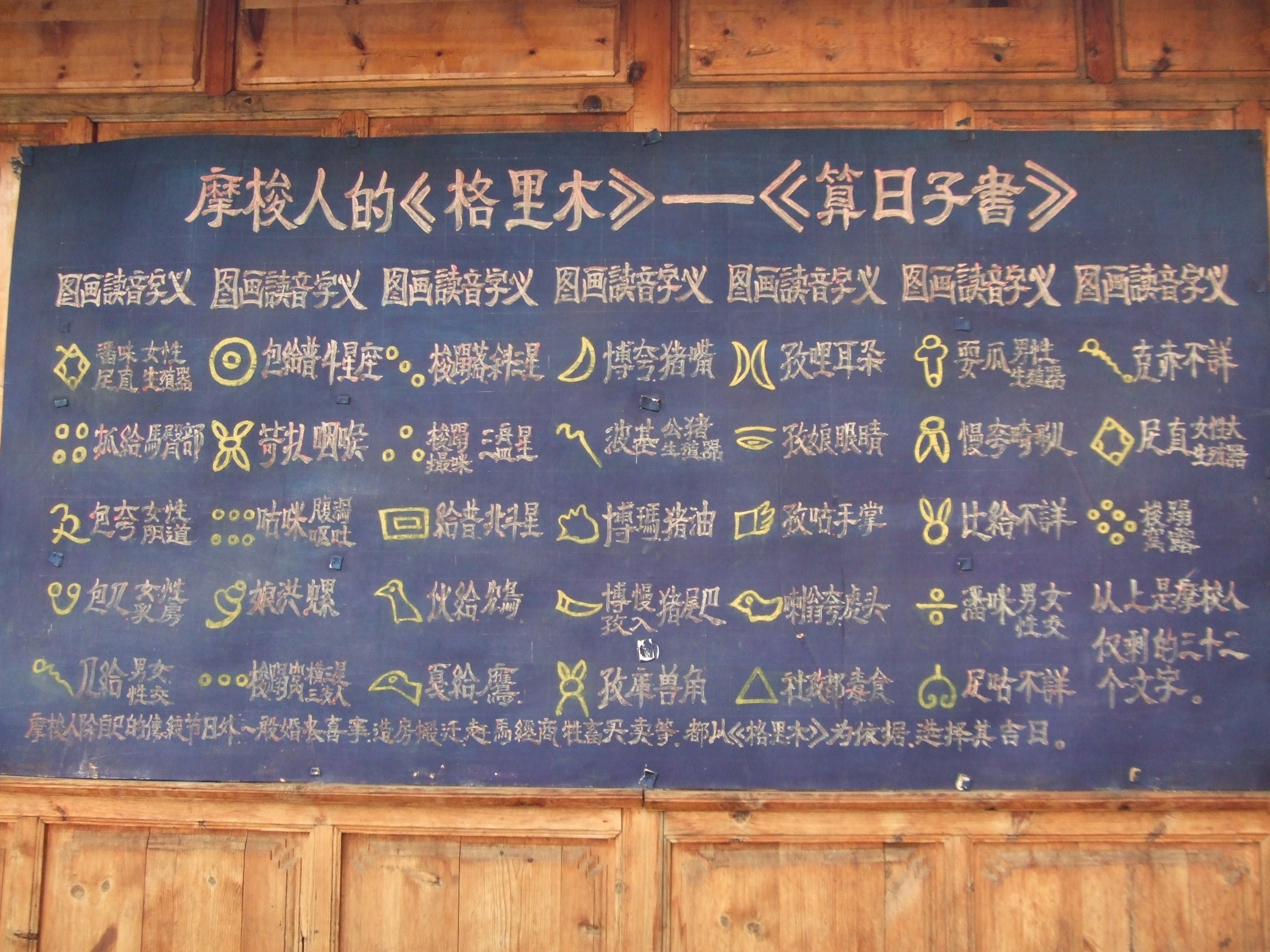
Um gráfico de símbolos antigos Mosuo (e seus significados escritos em chinês) encontrado no Museu Cultural Mosuo, Lago Lugu

Assim como outros chineses, os Mosuo hoje utilizam o hanzi para comunicação diária. O alfabeto tibetano às vezes pode ser usado para propósitos religiosos.[carece de fontes?]
Os Mosuo também têm sua própria religião nativa, chamada Daba, que utiliza 32 símbolos. Os principais especialistas rituais da religião Daba, chamados daba, avançaram além do estágio de xamãs possuídos por espíritos, e também estão em posse de vários textos sagrados. Portanto, esses praticantes devem ser categorizados como um tipo de sacerdote." No entanto, atualmente estão em andamento esforços para desenvolver uma forma escrita da língua Mosuo.

## Mudança cultural
Os Mosuo têm atraído a atenção de turistas chineses, principalmente por seu suposto exotismo. Os homens podem se interessar por visitar um lugar onde acham que as mulheres estarão disponíveis. Muitas mulheres Mosuo têm empregos no setor de turismo em lugares como Lijiang e Dali, Yunnan. As mulheres Mosuo são frequentemente estereotipadas e fetichizadas pelos turistas Han. Recentemente, os homens Mosuo também começaram a deixar a sociedade matrilinear e adotar uma visão mais tradicional do casamento. Outras questões surgiram devido ao turismo, como as mudanças no habitat natural ao redor do Lago Lugu, incluindo o desmatamento e a poluição, que ameaçam a vida selvagem local e a biodiversidade. No entanto, o turismo também gerou oportunidades econômicas significativas para a comunidade, permitindo um aumento na renda e na qualidade de vida de muitos Mosuo.

### Modernidade
Com a melhoria da tecnologia, há estradas e transportes melhores. Jovens homens e mulheres Mosuo usam esses meios para deixar suas aldeias e encontrar emprego em cidades vizinhas. A televisão trouxe ideias do mundo moderno e uma imagem de um estilo de vida mais próspero. Além disso, os homens começaram a buscar empregos independentes do lar e a ganhar seu próprio dinheiro. Mosuos mais velhos temem conflitos emergentes sobre propriedade como consequência. O cuidado com a família, com gerações mais jovens deixando as aldeias, também é uma preocupação.

### Turismo

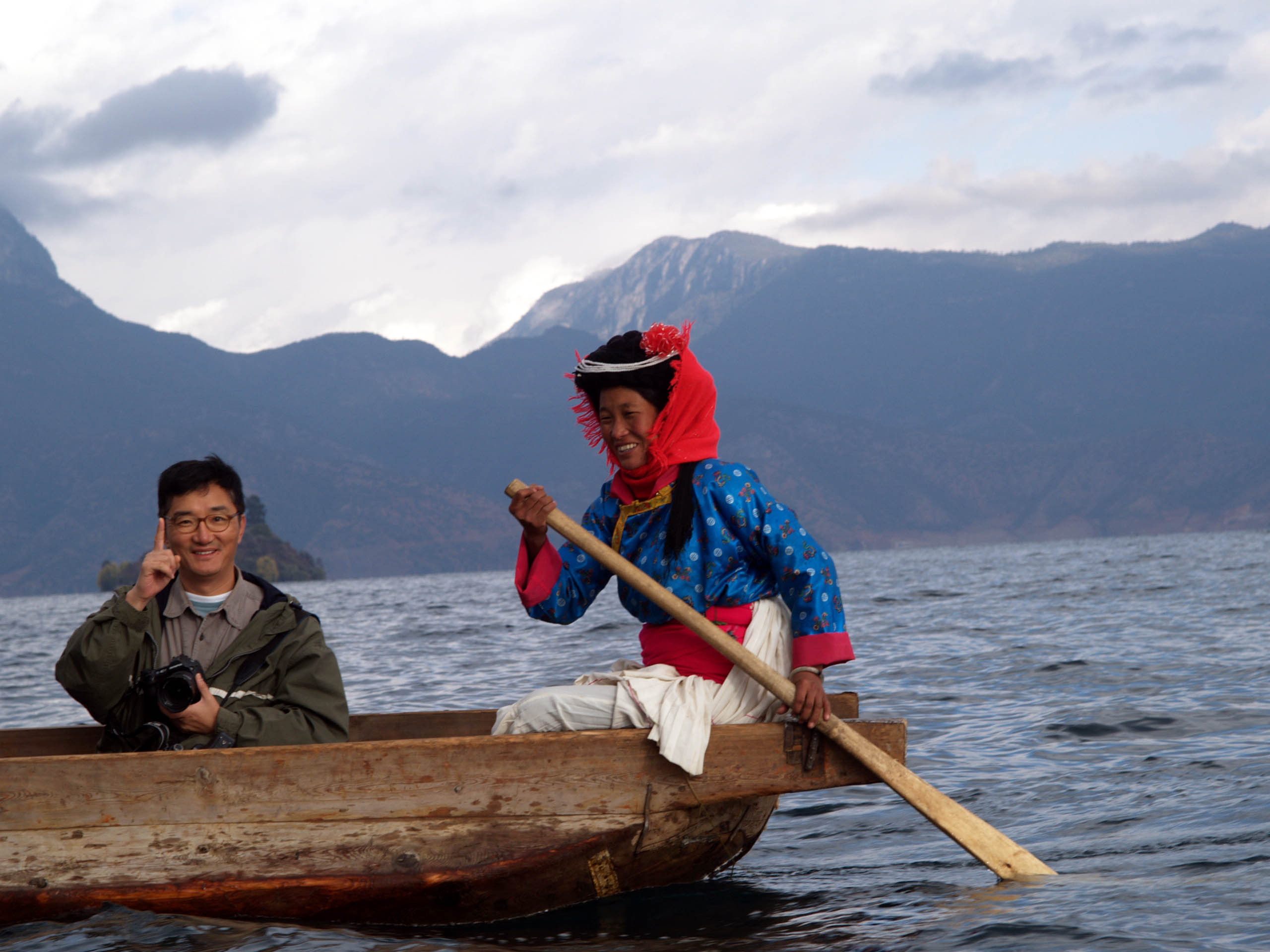
No Lago Lugu

Os Mosuo que vivem perto do Lago Lugu habitam uma região esteticamente agradável. Fotógrafos, equipes de televisão, escritores e artistas são atraídos por suas casas. Essa atenção aumentada também trouxe turistas. O turismo é principalmente doméstico e geralmente ocorre como parte de grupos turísticos organizados para ver uma cultura que parece "exótica". O turismo influenciou práticas de parentesco e criação de filhos, com Mosuos que residem em áreas onde o turismo é prevalente sendo menos propensos a aderir às normas matrilineares estritas.